# Hugo Arbués
Hugo Arbués Martín (Madrid, 27 de diciembre de 2004) es un actor español.

## Biografía
Comenzó muy joven participando en la película Hierro del director Gabe Ibáñez con Elena Anaya como protagonista en 2009.
Posteriormente, en 2014, protagonizó una serie de cortometrajes como Cicatrices, La Luna al amanecer y Moiré con el que consiguió el premio al mejor actor principal en los Premios Pávez, edición 2015 y la mención especial del jurado del XX Festival de cortometrajes Film Laburren Jaialdia de Errenteria.
En 2015 interpreta a un joven Rayden en su videoclip A mi yo de ayer, actualmente con más de 9.500.000 de visualizaciones.
A continuación realizó una serie de apariciones episódicas en distintas serie de televisión durante 2015 y 2016 como son Anclados, El Secreto de Puente Viejo, Olmos y Robles y El Ministerio del Tiempo.
Posteriormente interpreta el cortometraje La Vieja que lleva hasta la fecha más de 14.000.000 de visualizaciones al que le seguiría el cortometraje Hermanos coprotagonizado por su hermano en la vida real Pablo Arbués y con el que ganarían el Roel de Oro del 24 certamen nacional de cortometrajes de Medina del Campo en 2016.
En 2018, tras otra aparición episódica en la serie Sabuesos pasa a interpretar al joven Arnau Estanyol en la miniserie La Catedral del Mar.
Ese mismo año rueda a las órdenes de Daniel Calparsoro el largometraje El Aviso interpretando a un jovencito Nico angustiado por la trama y el acoso escolar.
En 2020 rueda la segunda temporada de la serie de televisión Madres. Amor y vida interpretando a Tomás/Violeta.
En 2021, Hugo pasa a formar parte del elenco protagonista de la película A través de mi ventana en el papel de Apolo Hidalgo, producida por Nostromo para Netflix